# Avion Express Brasil
Avion Express Brasil é uma companhia aérea brasileira, operadora de leasing de aeronaves com sede em São Paulo. A companhia aérea é subsidiária da lituana Avion Express e parte do grupo irlandês Avia Solutions Group. A intenção da nova companhia aérea é, assim como sua controladora, realizar voos fretados para agências de turismo, cargas e principalmente atender a crescente demanda por arrendamentos para companhias aéreas da América Latina.

## História
A criação da companhia aérea foi anunciada em 19 de abril de 2023, pelo diretor-executivo da Avion Express, Darius Kajokas, por meio de publicação em seu perfil pessoal na rede social LinkedIn, anunciando imediatamente a contratação de um chefe um diretor de operacional e um diretor técnico para auxiliar no processo de certificação da companhia perante a Agência Nacional de Aviação Civil (ANAC).
Segundo o executivo, a companhia aérea terá sede em São Paulo e operará uma frota de aeronaves Airbus A320, oferecendo voos de carga e de passageiros. As operações da nova companhia aérea deverão começar com 5 aeronaves, com a ambição de aumentar a frota da Avion Express Brasil para até 25 aeronaves até 2028. Essa frota incluirá aviões Airbus A321F, que darão suporte às operações de frete da empresa.

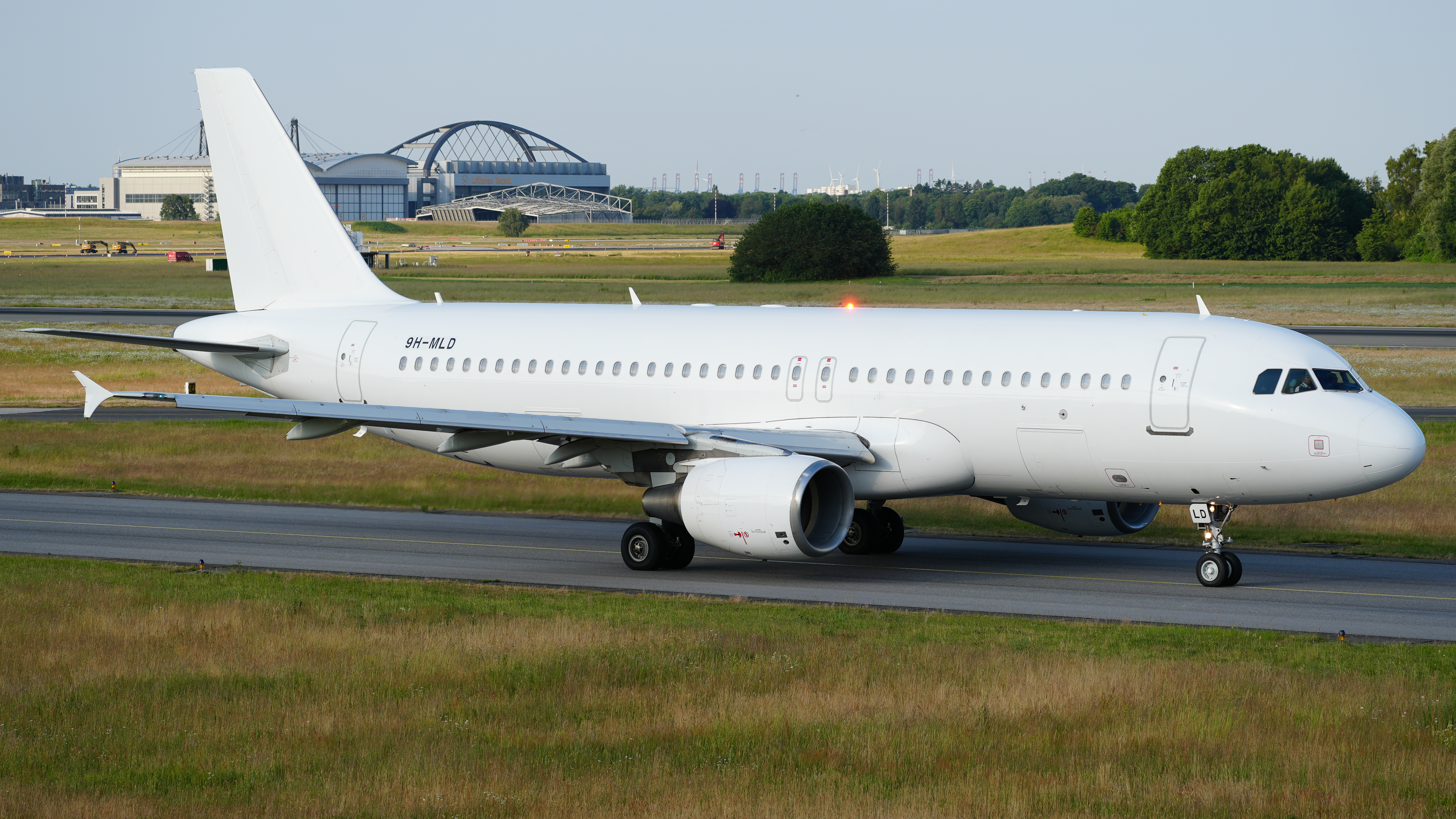
Antigo Airbus A320 matrícula 9H-MLD, a primeira aeronave da Avion Express Brasil

No dia 28 de dezembro de 2023, a Avion Express confirmou que iniciou oficialmente seu processo de obtenção do certificado de operador aéreo no Brasil e a contratação de dois executivos brasileiros que comandarão a Avion Express Brasil, Paulo Tarter como COO e Ruy Carlos Nogueira Lotz como CTO.
Em 29 de março de 2024, a companhia reservou o registro aeronáutico brasileiro PR-NVN para sua primeira aeronave registrada no Brasil, um Airbus A320 de 13 anos que foi transferido da controladora Avion Express para o Brasil no segundo trimestre de 2024 para iniciar os voos de certificação da nova companhia aérea, a última etapa antes de obter seu certificado de operador aéreo (COA).
No final de julho de 2024, a Avion Express Brasil anunciou Esteban Jauregui Lorda, ex-executivo da Aerolíneas Argentinas, Avianca e Gol Linhas Aéreas, como seu novo CEO. Segundo a companhia aérea, sob a liderança de Esteban, ela se estabelecerá no Brasil e expandirá suas operações pelas Américas, explorando novas oportunidades de negócios.
No dia 11 de novembro de 2024, a Avion Express Brasil anunciou a entrada na quarta e penúltima etapa do seu processo de certificação perante a ANAC. A próxima e última etapa serão os voos de certificação. Segundo o CEO da companhia aérea, a empresa deverá ser certificada no início de 2025, quando passará a oferecer serviços de leasing para outras companhias aéreas.
Em 18 de novembro de 2024, a Avion Express Brasil recebeu sua primeira aeronave, o Airbus A320 matrícula PR-MLD. A aeronave foi transferida entre a Espanha e o Brasil, pousando em São José dos Campos, onde passará pelo processo de nacionalização antes de iniciar os voos de certificação da nova companhia aérea. A aeronave foi transferida da controladora Avion Express e está configurada com 180 assentos em classe única.

## Frota
A frota da Avion Express consiste nas seguintes aeronaves (em novembro de 2024): 
| Aeronave    | Em serviço | Pedidos | Passageiros | Observação                                           |
| ----------- | ---------- | ------- | ----------- | ---------------------------------------------------- |
| Airbus A320 | 1          | 4       | 180         | Primeiro avião transferido da Avion Express em 2024. |
| TOTAL       | 1          | 4       |             |                                                      |